# Anleitung zum Selbststudium der Botanik
Anleitung zum Selbststudium der Botanik (abreviado Anleit. Selbststud. Bot.) es un libro con ilustraciones y descripciones botánicas que fue escrito por el botánico, pteridólogo, micólogo y farmacéutico alemán Carl Ludwig Willdenow y publicado en el año 1804.

## Publicaciones
- Edición 1ª; año 1804
- Edición 2ª; año 1809
- Edición 3ª; año 1822
- Edición 4ª; año 1832